# Ovenna desiccata
Ovenna desiccata är en fjärilsart som beskrevs av Sergius G. Kiriakoff 1954. Ovenna desiccata ingår i släktet Ovenna och familjen björnspinnare. Inga underarter finns listade i Catalogue of Life.